# Andrea von Ramm
Andrea von Ramm, poi Andrea Ramm von Marnov, talora chiamata anche Andreina (Pärnu, 8 settembre 1928 – Monaco di Baviera, 30 novembre 1999), è stata un mezzosoprano estone.

## Biografia
Nata in Estonia, andò a studiare teoria musicale, composizione, musicologia e canto, prima a Friburgo e poi a Monaco di Baviera ed a Milano.
Iniziò quindi una carriera professionale dedicandosi ai concerti ed alle incisioni discografiche. Il suo repertorio spaziava dalla musica medioevale a quella barocca passando per la musica rinascimentale. In definitiva abbracciava l'intero repertorio della musica antica che ella adattava spesso alle sue doti vocali con arrangiamenti personali. Fondò a Colonia, nel 1960, l'ensemble Studio der frühen Musik con gli strumentisti Thomas Binkley e Sterling Jones.
Ella fu fra le prime interpreti a cercare l'esecuzione filologica delle opere per ricreare l'atmosfera che esse avevano all'epoca della loro composizione. Questo derivava dai suoi profondi studi di musicologia condotti prima dell'inizio della sua attività di cantante professionista. Il suo studio si estese anche alle parti maschili e per questo motivo entrò a far parte dell'ensemble il tenore Nigel Rogers, che vi rimase dal 1960 al 1964 e quindi Willard Cobb dal 1964 al 1970.
Il gruppo svolse una grande attività concertistica in tutta Europa partecipando a festival e rassegne musicali. Andrea von Ramm, oltre a cantare suonava alcuni strumenti musicali quali la dulciana e l'organo portativo. L'attività del gruppo avvenne anche collaborando con la nota istituzione musicale svizzera Schola Cantorum Basiliensis.
Molto nutrita è stata la produzione discografica di Andrea von Ramm, sia come solista che con il suo ensemble, tanto da produrre, nel corso della sua carriera, oltre cinquanta dischi riguardanti musiche dei più importanti compositori di musica antica.